# Nikołaj Połtoracki
Nikołaj Pietrowicz Połtoracki (ros. Николай Петрович Полторацкий; ur. 16 lutego 1921 w Sofii, zm. 15 października 1990 w Leningradzie) – historyk filozofii, literaturoznawca i publicysta pochodzenia rosyjskiego. Urodził się w rodzinie emigrantów rosyjskich. Ukończył gimnazjum w Bułgarii, gdzie rozpoczął również studia uniwersyteckie. Od 1955 roku mieszkał w USA, gdzie w latach 1958–1967 wykładał na Uniwersytecie Michigan i uzyskał tytuł profesora.

## Wybrane publikacje
- Nikołaj Połtoracki, Zbiór "Iz głubiny" i jego znaczenie, w: De Profundis (Z głębokości), Niezależna Oficyna Wydawnicza, Warszawa, 1988.